# Auditorio PSF
El Auditorio PSF es la sede del equipo de baloncesto Soles de Mexicali que participa en la LNBP, dicho inmueble está dentro del complejo deportivo llamado "Ciudad Deportiva", la cual también incluye al estadio de béisbol Estadio Nido de los Águilas, sede del club los Águilas de Mexicali. Un estadio de fútbol en construcción y la alberca olímpica complementan las estructuras principales de la "Ciudad Deportiva".